# Mads og Mikkel 2
Mads og Mikkel 2 er en amerikansk tegnefilm fra 2006 og efterfølgeren til Disney-filmen Mads og Mikkel fra 1981. Filmen blev udgivet direkte på DVD i 12 december 2006 i USA og i 26 februar 2007 i Europa. Instruktør Jim Kammerud har tidligere instrueret Den Lille Havfrue 2 - Havets Hemmelighed og 101 Dalmatinere II: Kvik På Eventyr, og fra forfatter Roger S. H Schulman tidligere film omfatter Junglebogen 2, Balto, og Shrek.

## Medvirkende
- Jonah Bobo – Mikkel
- Harrison Fahn – Mads
- Reba McEntire – Dixie
- Patrick Swayze – Cash
- Vicki Lawrence – Granny Rose
- Jim Cummings – Waylon og Floyd
- Rob Paulsen – King
- Jeff Foxworthy – Lyle
- Stephen Root – Talent Scout